# Kanykey Planitia
La Kanykey Planitia è una struttura geologica della superficie di Venere.